# Assynt
Assynt est une paroisse de Sutherland, dans le Highland, en Écosse au nord de l'Ullapool.
La ville est célèbre pour ses paysages (dans la réserve naturelle d'Inverpolly) et ses remarquables montagnes (Quinag, Canisp, Suilven, Cul Mòr, Stac Pollaidh, Ben More Assynt). La réserve naturelle nationale de Knockan Crag montre les caractéristiques naturelles de Moine Thrust, et fait partie du North West Highlands Geopark,. Assynt présente la plus longue grotte d'Écosse, Uamh An Claonaite, qui se trouve environ 8 km au sud de Inchnadamph.
Le nom Assynt pourrait dériver du vieux norois  'A-ssynt signifiant seen from afar et/ou d'Ass qui signifie rocheux en vieux norois.
En juin 2005 la propriété de Glencanisp, incluant les monts Suilven et Canisp et la propriété voisine de Drumrunie, avec les monts Cul Mòr et Cul Beag, sont achetées par les communautés locales. L'Assynt Foundation vise à créer des emplois locaux et préserver le patrimoine naturel et culturel pour les générations futures. Ces deux propriétés totalisent 18 000 hectares et sont gérées par l'Assynt Foundation.

## Villages

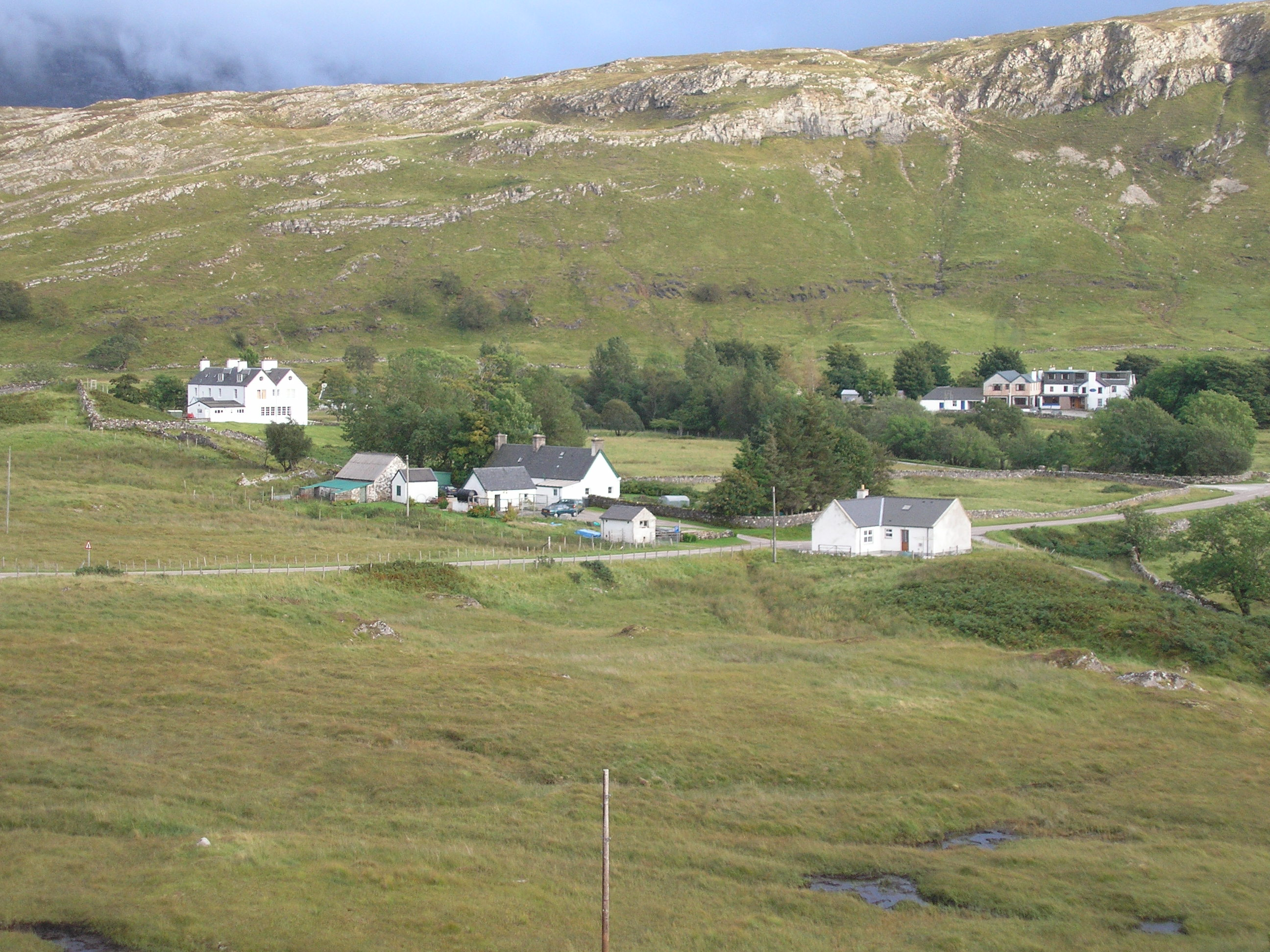
Inchnadamph

Les communes d'Assynt comprennent :
- Achmelvich
- Ardvar
- Balchladich
- Clachtoll
- Clashmore
- Clashnessie
- Culkein
- Drumbeg
- Elphin
- Glencoul
- Inchnadamph
- Inverkirkaig
- Kylesku
- Lochinver
- Nedd
- Raffin
- Stoer